# Lugari (distrikt)
Lugari är ett av Kenyas 71 administrativa distrikt, och ligger i provinsen Västprovinsen. År 1999 hade distriktet 215 920 invånare. Huvudorten är Lugari.